# Џејмс Сити (Пенсилванија)
Џејмс Сити (енгл. James City) насељено је место без административног статуса у америчкој савезној држави Пенсилванија.

## Демографија
По попису из 2010. године број становника је 287.
| Група             | 2000.    | 2010.       |
| Белци             | 0 (0,0%) | 286 (99,7%) |
| Афроамериканци    | 0 (0,0%) | 0 (0,0%)    |
| Азијати           | 0 (0,0%) | 0 (0,0%)    |
| Хиспаноамериканци | 0 (0,0%) | 0 (0,0%)    |
| Укупно            | 0        | 287         |